# Médaille Pearson pour la paix
 (mai 2025).
Pour les articles homonymes, voir Pearson.
La médaille Pearson pour la Paix est un prix remis à chaque année par l'Association canadienne pour les Nations unies (en) dans le but de reconnaître la contribution d'un citoyen canadien au service international. Les nominations peuvent êtes faites par tous les Canadiens et elles peuvent être adressées à n'importe quel citoyen, à l'exception de soi-même. Ce prix est nommé en l'honneur de Lester B. Pearson, lauréat du Prix Nobel et quatorzième Premier ministre du Canada.
De 2005 à 2009 et 2019 à 2020, aucun prix n'est décerné. Selon le site Web de l'association, après la clôture de l'appel à candidatures pour 2023, aucun autre prix n'est décerné.

## Récipiendaires de la médaille Pearson pour la Paix
- 1979 - Paul-Émile Léger
- 1980 - J. King Gordon (en)
- 1981 - E.L.M. Burns
- 1982 - Hugh L. Keenleyside (en)
- 1983 - Georges-Henri Lévesque
- 1984 - Gueorgui Pavlovitch Ignatiev
- 1985 - Lois Miriam Wilson (en)
- 1986 - Meyer Brownstone (en)
- 1987 - Nancy Meek Pocock (en)
- 1988 - Edward Scott (en)
- 1989 - Maurice Strong
- 1990 - Murray Thomson (en)
- 1991 - Muriel Duckworth (en)
- 1992 - Eric Hoskins (en)
- 1993 - Escott Reid
- 1994 - Martin Connell (en)
- 1995 - Gisèle Côté-Harper
- 1996 - Gerry Barr (en)
- 1997 - Hanna Newcombe (en)
- 1998 - Pat Roy Mooney
- 1999 - Flora MacDonald
- 2001 - Ursula Franklin
- 2002 - Alex Morrison (en)
- 2003 - Stephen Lewis
- 2004 - Roméo Dallaire
- 2005 - 2009 - Pas de remise de prix
- 2010 - Ernie Regehr (en)
- 2014 - Nigel Fisher (en)
- 2016 - Louise Arbour
- 2017 - Lloyd Axworthy
- 2018 - Willy Littlechild (en)
- 2021 - Beverley McLachlin
- 2022 - John McGarry (en)